# Harun Erdenay
Hakki Harun Erdenay (Ankara, 27 maggio 1968) è un ex cestista turco.
È il figlio di Kemal Erdenay.

## Carriera
Con la Turchia ha disputato i Campionati mondiali del 2002 e quattro edizioni dei Campionati europei (1993, 1995, 1997, 2001).

## Palmarès
- Campionato turco: 3

Ülkerspor: 1994-95, 1997-98, 2000-01
- Coppa di Turchia: 1

Ülkerspor: 2002-03